# Суськайоль
Суськайо́ль або Су́ська-Йоль або Сускає́ль (рос. Суськаёль, Суська-Ёль, Сускаель) — річка в Республіці Комі, Росія, права притока річки Вуктил, правої притоки річки Печора. Протікає територією Вуктильського міського округу.
Річка протікає на північ, північний захід та захід.